# Orthotrichia tumoris
Orthotrichia tumoris är en nattsländeart som beskrevs av Wells 1984. Orthotrichia tumoris ingår i släktet Orthotrichia och familjen smånattsländor. Inga underarter finns listade i Catalogue of Life.